# Campionato italiano di pugilato professionisti maschile dei pesi superwelter
Il Campionato italiano di pugilato pesi superwelter organizzato dalla FPI, è la massima competizione pugilistica in Italia riservata ai pugili professionisti il cui peso è compreso tra 66,678 e 69,853 kg. Gli atleti vincitori si fregiano del titolo di campione d'Italia dei pesi superwelter.

La prima edizione si svolse a Roma il 22 marzo 1963, quando Bruno Visintin sconfisse Fabio Bettini per vittoria ai punti su 12 riprese.

## Albo d'oro pesi superwelter

Il superwelter Luigi Minchillo, sei titoli italiani consecutivi tra il 1979 ed il 1982

| Ed. | Data       | Luogo                       | Campione d'Italia     | Verdetto    | Sfidante             |
| --- | ---------- | --------------------------- | --------------------- | ----------- | -------------------- |
| 1   | 22/03/1963 | Roma                        | Bruno Visintin        | PT 12       | Fabio Bettini        |
| 2   | 05/04/1965 | Napoli                      | Gianpaolo Gabanetti   | KOT 8       | Ciro Cipriano        |
| 3   | 15/08/1965 | Senigallia                  | Luciano Piazza        | KOT 2       | Gianpaolo Gabanetti  |
| 4   | 06/11/1965 | Pesaro                      | Ciro Patronelli       | PT 12       | Luciano Piazza       |
| 5   | 26/02/1965 | Mestre                      | Armando Pellarin      | PT 12       | Ciro Patronelli      |
| 6   | 17/06/1966 | Roma                        | Remo Golfarini        | KOT (IM) 2  | Armando Pellarin     |
| 7   | 23/11/1966 | Genova                      | Remo Golfarini        | KOT (IM) 8  | Armando Pellarin     |
| 8   | 19/07/1967 | Siracusa                    | Remo Golfarini        | NC 2        | Luigi Patruno        |
| 9   | 30/04/1969 | Anzio                       | Massimo Bruschini     | KOT (IM) 11 | Aldo Battistutta     |
| 10  | 11/10/1969 | Anzio                       | Aldo Battistutta      | KOT 5       | Massimo Bruschini    |
| 11  | 25/03/1970 | Udine                       | Aldo Battistutta      | PT 12       | Remo Golfarini       |
| 12  | 26/08/1970 | Padula                      | Domenico Tiberia      | PT 12       | Aldo Battistutta     |
| 13  | 14/07/1971 | Lignano Sabbiadoro          | Aldo Battistutta      | KOT 10      | Roberto Sgrazzutti   |
| 14  | 16/12/1971 | Rapallo                     | Domenico Tiberia      | KOT (AB) 11 | Aldo Battistutta     |
| 15  | 30/07/1972 | Viterbo                     | Silvano Bertini       | PT 12       | Alberto Torri        |
| 16  | 08/07/1973 | Tarquinia                   | Aldo Bentini          | SQ 8        | Alberto Torri        |
| 17  | 23/09/1973 | Caspoggio                   | Aldo Bentini          | NC 5        | Mario Belsole        |
| 18  | 30/11/1973 | Roma                        | Aldo Bentini          | PT 12       | Alberto Torri        |
| 19  | 28/04/1974 | Palermo                     | Antonio Castellini    | PT 12       | Aldo Bentini         |
| 20  | 14/08/1974 | Cefalù                      | Antonio Castellini    | PT 12       | Walter Guernieri     |
| 21  | 20/12/1974 | Milano                      | Antonio Castellini    | KOT 3       | Aldo Bentini         |
| 22  | 07/06/1975 | Fermo                       | Antonio Castellini    | KOT 7       | Osvaldo Smerilli     |
| 23  | 05/11/1975 | Pesaro                      | Damiano Lassandro     | SQ 4        | Antonio Castellini   |
| 24  | 21/04/1976 | Palermo                     | Antonio Castellini    | KOT (IM) 5  | Damiano Lassandro    |
| 25  | 03/11/1976 | Pesaro                      | Damiano Lassandro     | SQ 2        | Aldo Bentini         |
| 26  | 28/05/1977 | Pesaro                      | Damiano Lassandro     | KOT 11      | Aldo Bentini         |
| 27  | 22/10/1977 | Pesaro                      | Damiano Lassandro     | PT 12       | Walter Guernieri     |
| 28  | 03/06/1978 | Pesaro                      | Damiano Lassandro     | KOT 2       | Clemente Gessi       |
| 29  | 24/04/1979 | Pesaro                      | Luigi Minchillo       | KOT 6       | Clemente Gessi       |
| 30  | 12/06/1979 | San Paolo di Civitate       | Luigi Minchillo       | KOT 5       | Paolo Zanusso        |
| 31  | 15/12/1979 | Pesaro                      | Luigi Minchillo       | KOT 6       | Vincenzo Ungaro      |
| 32  | 29/03/1980 | Pesaro                      | Luigi Minchillo       | KO 4        | Alvaro Scarpelli     |
| 33  | 12/09/1980 | Camaiore                    | Luigi Minchillo       | PT 12       | Vincenzo Ungaro      |
| 34  | 13/01/1982 | San Genesio                 | Luigi Minchillo       | SQ 6        | Vincenzo Ungaro      |
| 35  | 04/06/1982 | Boario                      | Vincenzo Ungano       | PT 12       | Luigi Marini         |
| 36  | 17/09/1982 | Vò Euganeo                  | Rosario Pacileo       | KO 8        | Vincenzo Ungaro      |
| 37  | 10/12/1982 | Ferrara                     | Daniele Zappaterra    | SQ 5        | Rosario Pacileo      |
| 38  | 25/03/1983 | Ferrara                     | Ernesto Ros           | N.C. 12     | Daniele Zappaterra   |
| 39  | 27/07/1983 | Copparo                     | Ernesto Ros           | KOT (IM) 5  | Daniele Zappaterra   |
| 40  | 02/03/1984 | Conegliano Veneto           | Ernesto Ros           | PARI 12     | Rosario Pacileo      |
| 41  | 11/10/1984 | Roseto degli Abruzzi        | Luigi Marini          | PT 12       | Ernesto Ros          |
| 42  | 22/03/1985 | Bagheria                    | Giuseppe Leto         | PT 12       | Luigi Marini         |
| 43  | 30/11/1985 | Bormio                      | Giuseppe Leto         | SQ 5        | Roberto Manoni       |
| 44  | 22/02/1986 | Montecatini Terme           | Angelo Liquori        | KOT (AB) 8  | Giuseppe Leto        |
| 45  | 10/07/1986 | Mascalucia                  | Callisto Bavaresco    | PT 12       | Aldo Gesualdo        |
| 46  | 13/12/1986 | Ragusa                      | Callisto Bavaresco    | PT 12       | Angelo Liquori       |
| 47  | 07/10/1987 | San Giuseppe Vesuviano      | Callisto Bavaresco    | PT 12       | Angelo Liquori       |
| 48  | 09/03/1988 | Palermo                     | Giuseppe Leto         | SQ 8        | Callisto Bavaresco   |
| 49  | 19/06/1988 | Pesaro                      | Giuseppe Leto         | KOT (IM) 2  | Nazario Mariotti     |
| 50  | 20/08/1988 | Filettino                   | Giuseppe Leto         | PARI 12     | Andrea Scardigli     |
| 51  | 20/05/1989 | Lucca                       | Santo Colombo         | KOT (IM) 3  | Giuseppe Leto        |
| 52  | 09/08/1989 | Anagni                      | Santo Colombo         | KOT 9       | Nazario Mariotti     |
| 53  | 11/10/1989 | Cefalù                      | Santo Colombo         | KOT 4       | Giuseppe Leto        |
| 54  | 23/12/1989 | Rossano Calabro             | Santo Colombo         | KOT 2       | Callisto Bavaresco   |
| 55  | 11/04/1990 | Vallecrosia                 | Romolo Casamonica     | PT 12       | Santo Colombo        |
| 56  | 13/07/1990 | Salice Terme                | Romolo Casamonica     | KOT (IM) 11 | Giuseppe Leto        |
| 57  | 27/10/1990 | Rimini                      | Romolo Casamonica     | KO 5        | Benito Guida         |
| 58  | 27/03/1991 | Mestre                      | Santo Colombo         | PT 12       | Giovanni De Marco    |
| 59  | 15/06/1991 | Montichiari                 | Michele Mastrodonato  | PT 12       | Santo Colombo        |
| 60  | 23/10/1991 | Paternò                     | Michele Mastrodonato  | SQ 7        | Benito Guida         |
| 61  | 07/03/1992 | Fano                        | Michele Mastrodonato  | KOT 1       | Giuseppe Leto        |
| 62  | 22/08/1992 | San Felice Circeo           | Michele Mastrodonato  | KOT 9       | Marco Dell'Uomo      |
| 63  | 02/04/1993 | Gavardo                     | Valentino Manca       | KOT 7       | Michele Mastrodonato |
| 64  | 11/06/1993 | Montefino                   | Santo Colombo         | KOT (IM) 8  | Valentino Manca      |
| 65  | 17/12/1993 | Falconara                   | Santo Colombo         | KOT (IM) 7  | Valentino Manca      |
| 66  | 01/06/1994 | Tivoli                      | Davide Ciarlante      | KOT 7       | Santo Colombo        |
| 67  | 31/08/1994 | Cagliari                    | Davide Ciarlante      | KOT 11      | Paolo Pizzamiglio    |
| 68  | 09/11/1994 | Sanremo                     | Davide Ciarlante      | KO 3        | Teodros Mitiku       |
| 69  | 03/03/1995 | Spinetoli\|Davide Ciarlante | KOT 5                 | Santo Serio |                      |
| 70  | 29/04/1995 | Pozzuoli                    | Davide Ciarlante      | ND 6        | Piero Severini       |
| 71  | 30/08/1995 | Villapiana                  | Davide Ciarlante      | KO 3        | Teodros Mitiku       |
| 72  | 18/11/1995 | Elmas                       | Davide Ciarlante      | KOT (IM) 8  | Valentino Manca      |
| 73  | 13/06/1996 | Santa Ninfa                 | Santo Colombo         | KOT 3       | Piero Severini       |
| 74  | 11/11/1996 | Gragnano                    | Paolo Pizzamiglio     | KO 12       | Santo Colombo        |
| 75  | 31/05/1997 | Castellana                  | Paolo Pizzamiglio     | PT 12       | Claudio Ciarlante    |
| 76  | 03/12/1997 | Toscolano Maderno           | Paolo Pizzamiglio     | PT 10       | Giovanni Fattori     |
| 77  | 10/06/1998 | Afragola                    | Paolo Pizzamiglio     | KOT 2       | Bruno Vottero        |
| 78  | 29/12/1998 | Quartu Sant'Elena           | Paolo Pizzamiglio     | PT 10       | Francesco Pernice    |
| 79  | 27/05/1999 | Genova                      | Valentino Manca       | KOT (IM) 6  | Francesco Pernice    |
| 80  | 21/04/2000 | Guastalla                   | Luca Mori             | PT 10       | Valentino Manca      |
| 81  | 24/11/2000 | Tarquinia                   | Gianluca Jommarini    | PT 9 (DT)   | Luca Mori            |
| 82  | 09/03/2001 | Tarquinia                   | Lorenzo Di Giacomo    | PT 7 (DT)   | Gianluca Jommarini   |
| 83  | 16/11/2001 | Bologna                     | Simone Rotolo         | PT 10       | Pasquale Perna       |
| 84  | 03/05/2002 | San Lazzaro di Savena       | Simone Rotolo         | KOT (AB) 8  | Pasquale Perna       |
| 85  | 16/07/2004 | Toscolano Maderno           | Alessio Furlan        | PARI 6 (DT) | Elio Cotena          |
| 86  | 12/11/2004 | Collegno                    | Alessio Furlan        | KOT (IM) 6  | Elio Cotena          |
| 87  | 21/01/2005 | Rivarolo Canavese           | Alessio Furlan        | PARI 10     | Emanuele Grilli      |
| 88  | 16/04/2005 | Bergamo                     | Luca Messi            | SQ 7        | Alessio Furlan       |
| 89  | 15/09/2006 | Frosinone                   | Sven Paris            | PT 10       | Alessio Furlan       |
| 90  | 28/02/2008 | Savigliano                  | Giuseppe Tobia Loriga | PT 10       | Luca Michael Pasqua  |
| 91  | 26/02/2010 | Livorno                     | Lenny Bottai          | PT 10 UD    | Adriano Nicchi       |
| 92  | 09/07/2010 | Livorno                     | Francesco Di Fiore    | PT 10 MD    | Lenny Bottai         |
| 93  | 12/11/2010 | Castiglion Fiorentino       | Adriano Nicchi        | PT 10 UD    | Francesco Di Fiore   |
| 94  | 01/07/2011 | Arezzo                      | Adriano Nicchi        | KOT 7 (AB)  | Salvatore Annunziata |
| 95  | 27/01/2012 | Arezzo                      | Adriano Nicchi        | PT 10 UD    | Domenico Salvemini   |
| 96  | 08/06/2012 | Prato                       | Adriano Nicchi        | PT 10 SD    | Francesco Di Fiore   |
| 97  | 15/03/2013 | Castiglion Fiorentino       | Orlando Fiordigiglio  | PT 10 DU    | Domenico Salvemini   |
| 98  | 19/07/2013 | Prato                       | Francesco Di Fiore    | KOT 3       | Riccardo Lecca       |
| 99  | 27/09/2013 | Ferrara                     | Marcello Matano       | PT 10 DU    | Francesco Di Fiore   |
| 100 | 23/05/2014 | Molinella                   | Marcello Matano       | IM 8        | Domenico Salvemini   |
| 101 | 12/09/2014 | Nettuno                     | Felice Moncelli       | KOT 9       | Marcello Matano      |
| 102 | 27/03/2015 | Fiumicino                   | Emanuele Della Rosa   | PT 10 SD    | Francesco Di Fiore   |
| 103 | 27/06/2015 | Roma                        | Emanuele Della Rosa   | PT 10       | Felice Moncelli      |
| 104 | 08/04/2016 | Livorno                     | Lenny Bottai          | PT 10       | Francesco Di Fiore   |
| 105 | 21/01/2017 | Andria                      | Felice Moncelli       | PT 10       | Francesco Lezzi      |
| 106 | 25/03/2017 | Roma                        | Vincenzo Bevilacqua   | PT 7        | Luciano Abis         |
| 107 | 10/06/2017 | Roma                        | Vincenzo Bevilacqua   | PT 10       | Francesco Lezzi      |